# Lancaster (Lancashire)
Lancaster is een stad in het bestuurlijke gebied City of Lancaster, in het Engelse graafschap Lancashire. De plaats telt 45.952 inwoners.

## Rivier
De stad ligt dicht bij de monding van de Lune in de Ierse Zee. De rivier de Lune is 85 km lang en ontspringt in het graafschap Cumbria. De naam Lonsdale verwijst ook naar deze rivier. Alleen benedenstrooms van de stad Lancaster, die ook een binnenhaven heeft, is de Lune bevaarbaar.

## Geschiedenis
De Romeinen hadden hier aan het eind van de 1e eeuw van onze jaartelling een nederzetting en, in het jaar 79,  een fort (Latijn: castra). Ook resten van een Romeins badhuis zijn door archeologen opgegraven. Dit Romeinse fort werd in de tweede helft van de 3e eeuw in ieder geval opnieuw door Romeinse legioensoldaten bezet. De Romeinen bleven de plaats hierna bezet houden tot de algehele opgave van Brittannia door de Romeinen, omstreeks het jaar 400.
Over de periode tussen 400 en 1086 is weinig bekend. Mogelijk bleef de plaats in deze tijd bewoond en was deze een twistappel tussen de oude koninkrijken Mercia en Northumbria. Waarschijnlijk was er in de 8e en 9e eeuw een klooster in de plaats.
De naam van de stad komt voor het eerst als Loncastre voor in een geschreven document, nl. het bekende Domesday Book uit 1086. De naam betekent: fort ( naar de Romeinse versterking, castra) aan de Lon (de rivier de Lune). In 1094 werd de Lancaster Priory gesticht. De parochie van de Heilige Maagd Maria de bijbehorende kerk staat er nog steeds,  dicht bij het kasteel.  In 1193 kreeg Lancaster van koning Richard I van Engeland  de status van borough, een soort stadsrecht. In de 13e eeuw werd het – nog steeds aan de noordwestkant van de stad staande – kasteel van Lancaster gebouwd op de plaats van het Romeinse fort uit het jaar 79. Koningin Elizabeth I van Engeland liet het kasteel uitbreiden tot het huidige complex.  Het kasteel was van 1554 tot 2011 als  gerechtsgebouw en gevangenis in gebruik, en in de 20e eeuw ook als politieschool. Het is nu nog eigendom van het Britse ministerie van justitie. Het ligt in de bedoeling, het kasteel in de jaren 2020 te restaureren en open te stellen voor bezichtiging. 
Tot het midden van de 19e eeuw was de Lune beter bevaarbaar dan tegenwoordig. De haven van de stad had een belangrijke functie, onder meer voor de doorvoer van slaven, in welke "branche" Lancaster de vierde plaats in Engeland innam. De haven is in de 20e eeuw verplaatst naar  het westelijker gelegen Heysham.

## Bezienswaardigheden
- Lancaster City Museum
- King's Own Royal Regiment Museum
- Lune Aquaduct, gebouwd tussen 1794 en 1797
- J Atkinson & Co., thee en koffie-winkel sinds 1837
- Kasteel Lancaster, op een heuvel gelegen en over de stad uitkijkend, gebouwd op de fundamenten van een oud Romeins kasteel.

## Economie
De stad leeft vooral van de dienstensector , waaronder IT-bedrijven,  kleine en middelgrote industrie- en groothandelsbedrijven. De plaatselijke universiteit, gelegen in de wijk Bailrigg, 4 km. ten zuiden van de binnenstad, is van groot economisch belang; men kan er o.a.  medicijnen, economie, bedrijfskunde en informatietechnologie studeren, wat ook de nodige  op deze terreinen gespecialiseerde bedrijven naar de stad heeft gelokt.

## Sport
- Lancaster City FC
- Forrest Hills Golfbaan, 10 holes geopend in 1996

## Universiteit
- Lancaster-universiteit

## Verkeer
- Station Lancaster

## Partnersteden
- Almere (Nederland)

## Geboren
- William Whewell (1794-1866), wetenschapper en historicus
- Richard Owen (1804-1892), anatoom, zoöloog en paleontoloog
- John Ambrose Fleming (1849-1945), electrotechnicus en natuurkundige
- John Waite (1952), zanger
- Alan Warriner-Little (1962), darter
- Joe Abercrombie (1974), fantasyschrijver en film-editor
- James Beattie (1978), voetballer
- Phil Lester (1987), youtuber
- Scott McTominay (1996), Schots voetballer